# Wijken en buurten in Staphorst
De Nederlandse gemeente Staphorst is voor statistische doeleinden onderverdeeld in wijken en buurten. De gemeente is verdeeld in de volgende statistische wijken:
- Wijk 00 Staphorst (kern) (CBS-wijkcode:018000)
- Wijk 01 Rouveen (kern) (CBS-wijkcode:018001)
- Wijk 02 Rouveen (buitengebied) (CBS-wijkcode:018002)
- Wijk 03 Staphorst (buitengebied) (CBS-wijkcode:018003)
- Wijk 04 IJhorst (CBS-wijkcode:018004)
- Wijk 05 Punthorst (CBS-wijkcode:018005)
- Wijk 06 Lankhorst (CBS-wijkcode:018006)
- Wijk 07 Klooster (CBS-wijkcode:018007)

Een statistische wijk kan bestaan uit meerdere buurten. Onderstaande tabel geeft de buurtindeling met kentallen volgens het Centraal Bureau voor de Statistiek (2008):
| CBS-buurtcode | Buurtnaam                                       | Inwonertal | Opp. totaal (ha) | Opp. land (ha) | Ligging                |
| ------------- | ----------------------------------------------- | ---------- | ---------------- | -------------- | ---------------------- |
| BU01800000    | Staphorst plan-Oost                             | 410        | 24               | 24             | Locatie in de gemeente |
| BU01800001    | Staphorst plan-West                             | 280        | 36               | 36             | Locatie in de gemeente |
| BU01800002    | Staphorst streek-West                           | 880        | 127              | 127            | Locatie in de gemeente |
| BU01800003    | Staphorst streek-Oost                           | 900        | 158              | 158            | Locatie in de gemeente |
| BU01800004    | Industrieterrein Staphorst                      | 250        | 62               | 62             | Locatie in de gemeente |
| BU01800005    | Staphorst-Zuid                                  | 3740       | 107              | 107            | Locatie in de gemeente |
| BU01800006    | Staphorst-Noord                                 | 1910       | 78               | 78             | Locatie in de gemeente |
| BU01800007    | De Slagen                                       | 180        | 87               | 87             | Locatie in de gemeente |
| BU01800100    | Rouveen kern                                    | 1290       | 38               | 38             | Locatie in de gemeente |
| BU01800101    | Rouveen Streek-Zuid                             | 700        | 496              | 494            | Locatie in de gemeente |
| BU01800102    | Rouveen Streek-Noord                            | 1020       | 238              | 238            | Locatie in de gemeente |
| BU01800206    | Verspreide huizen Dedemsvaart                   | 70         | 336              | 334            | Locatie in de gemeente |
| BU01800207    | Verspreide huizen Bisschops- en Munnikenslag    | 50         | 519              | 519            | Locatie in de gemeente |
| BU01800208    | Verspreide huizen Geerenland                    | 30         | 385              | 383            | Locatie in de gemeente |
| BU01800209    | Verspreide huizen Oldmaten                      | 250        | 2652             | 2609           | Locatie in de gemeente |
| BU01800305    | Verspreide huizen Lankhorst                     | 140        | 354              | 354            | Locatie in de gemeente |
| BU01800306    | Verspreide huizen Leyen                         | 300        | 838              | 838            | Locatie in de gemeente |
| BU01800307    | Verspreide huizen Berger Achthoven en omgeving  | 100        | 464              | 464            | Locatie in de gemeente |
| BU01800308    | Verspreide huizen Heidehoogten                  | 190        | 260              | 260            | Locatie in de gemeente |
| BU01800309    | Verspreide huizen Rechterensweg en omgeving     | 550        | 1578             | 1531           | Locatie in de gemeente |
| BU01800400    | IJhorst                                         | 770        | 49               | 49             | Locatie in de gemeente |
| BU01800409    | Verspreide huizen IJhorst                       | 560        | 2226             | 2218           | Locatie in de gemeente |
| BU01800509    | Verspreide huizen Punthorst                     | 1000       | 1444             | 1439           | Locatie in de gemeente |
| BU01800609    | Verspreide huizen Lankhorst                     | 330        | 493              | 477            | Locatie in de gemeente |
| BU01800709    | Verspreide huizen Zwarte w. Klooster en Holtrus | 70         | 521              | 504            | Locatie in de gemeente |